# Danielsville (Pennsylvanie)
Pour la ville de Géorgie, voir Danielsville (Géorgie).
Danielsville est une localité non incorporée située dans le comté de Northampton en Pennsylvanie. Elle comptait 3 085 habitants lors du recensement de 2000.

## Source
- (en) Cet article est partiellement ou en totalité issu de l’article de Wikipédia en anglais intitulé « Danielsville, Pennsylvania » (voir la liste des auteurs).